# マックス・ビアラ
マックス・ビアラ（Max Biala, 1905年8月5日 - 1942年9月11日）は、ナチス・ドイツ親衛隊（SS）の隊員（SS番号45328）。最終階級は親衛隊兵長（SS-Rottenführer）。
ザクセン＝アンハルト州 ヴィッテンベルク郡 Löben出身。1942年7月からラインハルト作戦に基づいて建設されたユダヤ人絶滅収容所トレブリンカ強制収容所で勤務するようになった。しかし1942年9月上旬、到着したユダヤ人たちを整列させて労務班に回す者とガス室送りにする者を選別しようとしていた際に、メイル・ベルリナー (Meir Berliner) というユダヤ人囚人がビアラに襲い掛かり、彼の肩を数回ナイフで刺した。ビアラはこの負傷がもとで数日後の9月11日に死亡した。なお犯人であるベルリナーはその場で射殺されている。
トレブリンカ収容所ではビアラを顕彰するため、義勇兵として親衛隊員の指揮下で働いていたウクライナ人警備兵たちの兵舎に「マックス・ビアラのバラック (Max Biala Kaserne) 」と名付けた。